# PGC 71748
LEDA/PGC 71748, auch UGC 12665 und  ist eine  Balken-Spiralgalaxie vom Hubble-Typ SBd im Sternbild Pegasus am Nordsternhimmel. Sie ist schätzungsweise 248 Millionen Lichtjahre von der Milchstraße entfernt und hat einen Durchmesser von etwa 75.000 Lichtjahren. Vom Sonnensystem aus entfernt sich das Objekt mit einer errechneten Radialgeschwindigkeit von näherungsweise 5.400 Kilometern pro Sekunde. Gemeinsam mit WISEA J233339.99+300248.2 bildet sie das verschmelzende Objekt Arp 46 und mit PGC 71753 das optische Galaxienpaar Holm 809 oder KPG 586.
Halton Arp gliederte seinen Katalog ungewöhnlicher Galaxien nach rein morphologischen Kriterien in Gruppen. Diese Galaxie gehört zu der Klasse Spiralgalaxien mit einem Begleiter niedriger Flächenhelligkeit auf einem Arm (Arp-Katalog).
Die Supernova SN 1953E wurde hier beobachtet.
Im selben Himmelsareal befinden sich unter anderem die Galaxien PGC 1875680, PGC 1891326, PGC 1893102, PGC 1894747.